# Музика Бугарске
Бугарска музика (Българска музика) је део велике европске музике, односно музике једне од држава у Европи, те музичке уметности у Бугарској, са текстом на бугарском језику или без њега. Свака композиција бугарске музике мора испуњавати неке карактере да би била прихваћена као бугарска композиција. 

## Класификација
Осовне особине бугарске музике су те особине које има свака бугарска композиција, а то су:
- да имају типичан бугарски ритам;
- да има одређен тонски распон и тоналитет
- иако је вокална композиција, текст мора бити на бугарском језику.

## Групе, извођачи, композитори
- Класична музика

Борис Христов, Николај Гјауров, Гена Димитрова, Рајна Кабајванска, Ана Томова-Синтова,...
- Народна музика

Национални фолклорни ансамбл "Филип Кутев", Ансамбл "Пирин", Иво Папазов, квартет "Славеј", Јелица и Стојан, Виевска фолк група...
- Поп музика

Дони и Момчил, Дует "Ритон", Трамвај број 5, Маргарита Хранова, Паша Христова ,...
- Џез музика

Џез фокус 65, Бели,зелени и црвени, Динамит брас бенд,...
- Реп

Апспурт
- Рок музика

Хоризонт, Балканџи, Монолит, Panican Whyasker, Rag dolls,...